# Osiris fasciatus
Osiris fasciatus là một loài Hymenoptera trong họ Apidae. Loài này được Radoszkowski mô tả khoa học năm 1884.